# Ousmane Coulibaly (burkiński piłkarz)
Ousmane Coulibaly (ur. 23 lutego 1969) – burkiński piłkarz grający na pozycji obrońcy. W swojej karierze rozegrał 28 meczów w reprezentacji Burkiny Faso.

## Kariera klubowa
W swojej karierze piłkarskiej Coulibaly grał w klubie Racing Bobo-Dioulasso.

## Kariera reprezentacyjna
W reprezentacji Burkiny Faso Coulibaly zadebiutował 5 stycznia 1994 w zremisowanym 1:1 towarzyskim meczu z Mali, rozegranym w Bamako. W 1998 roku powołano go do kadry na Puchar Narodów Afryki 1998. Na tym turnieju rozegrał dwa mecze: grupowy z Algierią (2:1) i w ćwierćfinałowym z Tunezją (1:1, k. 8:7). Z Burkiną Faso zajął 4. miejsce. Od 1994 do 2001 rozegrał w kadrze narodowej 28 meczów.